# بی‌احتیاط (فیلم ۱۹۵۸)
بی‌احتیاط (انگلیسی: Indiscreet) فیلمی در ژانر کمدی رمانتیک به کارگردانی استنلی دانن است که در سال ۱۹۵۸ منتشر شد. از بازیگران آن می‌توان به کری گرانت، اینگرید برگمن، و سسیل پارکر اشاره کرد.